# Предаване на францисканското правило
„Предаване на францисканското правило“ (на италиански: Consegna della regola francescana) е картина на неаполитанския художник Колантонио от около 1445 г. Картината (150 x 185 см) е  изложена в Зала 67 на Национален музей „Каподимонте“ в Неапол. Използвана е смесена техника върху дърво.

## История
Колантонио работи в Неапол между 1440 и 1460 г. в периода на кралете Рене I Анжуйски, почитател на фламандското, бургундското и провансалското изкуства, и Алфонсо V Арагонски, свързан с другите територии на Арагонската корона, по-специално с Каталония, на свой ред привърженик на фламандското изкуство.
Разликите между тези два момента на френско-фламандско влияние се вижда ясно в двете основни олтарни картини, рисувани между 1444 и 1446 г. за францисканската църква „Сан Лоренцо“ в Неапол. Олтарното оформление е завършено по-късно от Антонело да Месина със страничните картини „Блажените францисканци“.

## Описание
Картината е една от двете нарисувани от Колантонио за олтара на францисканската църква „Сан Лоренцо“ в Неапол. В изобразената на златен фон сцена се виждат стройният, стоящ в средата Свети Франциск от Асизи, който подава на последователите си книги с Францисканското правило. Отляво на светеца са изобразени мъже от ордена, като брат Лъв получава книгата, а от дясната му страна са жените от ордена заедно със Света Клара, получаваща книга. Над тях се забелязват два симетрично разположени ангела, които държат свитъци.
В тази своя творба Колантонио се показва вече в крак с новостите на арагонската дворцова среда, с по-голяма „фламандска“ природа, но филтрирана този път от Иберийската школа, което е видимо във вертикално разположения под, физиономиите, перфорираните ореоли и твърдите и геометрични гънки на дрехите.
Друга негова олтарна картина – Йероним Блажени в кабинета си е повлияна от анжуйския двор на Рене I и от придворния художник Бартелеми д’Ейк.